# هدى سميتسهوزن أبي فارس
هدى سميتسهوزن أبي فارس (1965-) هي خطاطة وكاتبة وباحثة ومصممة جرافيك ومحاضرة ومستشارة تصميم لبنانية، ولدت في بيروت في 1965،  حصلت على درجة البكالوريوس في الفنون الجميلة في التصميم الجرافيكي من مدرسة رود آيلاند للتصميم عام 1987، ودرجة الماجستير في الفنون الجميلة من جامعة ييل عام 1990.
تخصصت في البحث والتصميم متعدد اللغات في مجال الطباعة، مع التركيز بصورة خاصة على الطباعة العربية، وعملت كمصممة لعدة سنوات في الولايات المتحدة الأمريكية وأمستردام وفرنسا وبيروت، وخلال مسيرتها ألفت عدة كتب في مجال الخطوط منها «الخطوط العربية الطباعية: المرجع الشامل» و«الخطوط العربية التجريبية» و«المزاوجة التيپوغرافية للخط الطباعي».
عملت أستاذة مساعدة في تصميم الجرافيك في الجامعة الأمريكية في بيروت منذ عام 1994،  وفي عام 2001 نشرت كتابات الطباعة العربية، حيث درست الطباعة العربية من وجهة نظر هيكلية ونظرية،  عملت على تدريس الاتصال المرئي في الجامعة الأمريكية في دبي وترأست القسم لثلاث سنوات.
ساهمت في تأسيس «مؤسسة خط، مركز الخطوط الطباعية العربية» في امستردام في 2004،  وأسست دار نشر «خط بوكس» في امستردام 2010، وهي دار نشر متخصصة بالتصميم والحضارة المرئية في الشرق الأوسط وشمال أفريقيا.

## مؤلفات
صدرت له عدة أعمال أدبية منها:
- «الخطوط العربية الطباعية: المرجع الشامل» (دار الساقي، لندن 2001)[3]
- «الخطوط العربية التجريبية» (ساتشي آند ساتشي، دبي 2002).[3]
- «المزاوجة التيپوغرافية للخط الطباعي» (دار بيس، امستردام 2007).[3]
- «المزاوجة التيپوغرافية في المدينة» (خط بوكس، امستردام 2011).[3]
- «تصميم الخط العربي للمبتدئين» (خط بوكس، امستردام 2013).[3]